# Alue Bieng
Alue Bieng is een bestuurslaag in het regentschap Aceh Utara van de provincie Atjeh, Indonesië. Alue Bieng telt 524 inwoners (volkstelling 2010).